# Pontarmé
Pontarmé is een gemeente in het Franse departement Oise (regio Hauts-de-France). De plaats maakt deel uit van het arrondissement Senlis. Pontarmé telde op 1 januari 2022 896 inwoners; het ligt 37 km ten noorden van het centrum van Parijs. 
Erebegraafplaats Orry-la-ville ligt op 1 km ten zuiden van het dorp aan de D1017.

## Geografie
De oppervlakte van Pontarmé bedroeg op 1 januari 2022 13,24 vierkante kilometer; de bevolkingsdichtheid was toen 67,7 inwoners per km². De autosnelweg A1 gaat over 1 km over de grens tussen Pontarmé en Mont-l'Évêque. De E15 en E19 lopen hier over de A1.

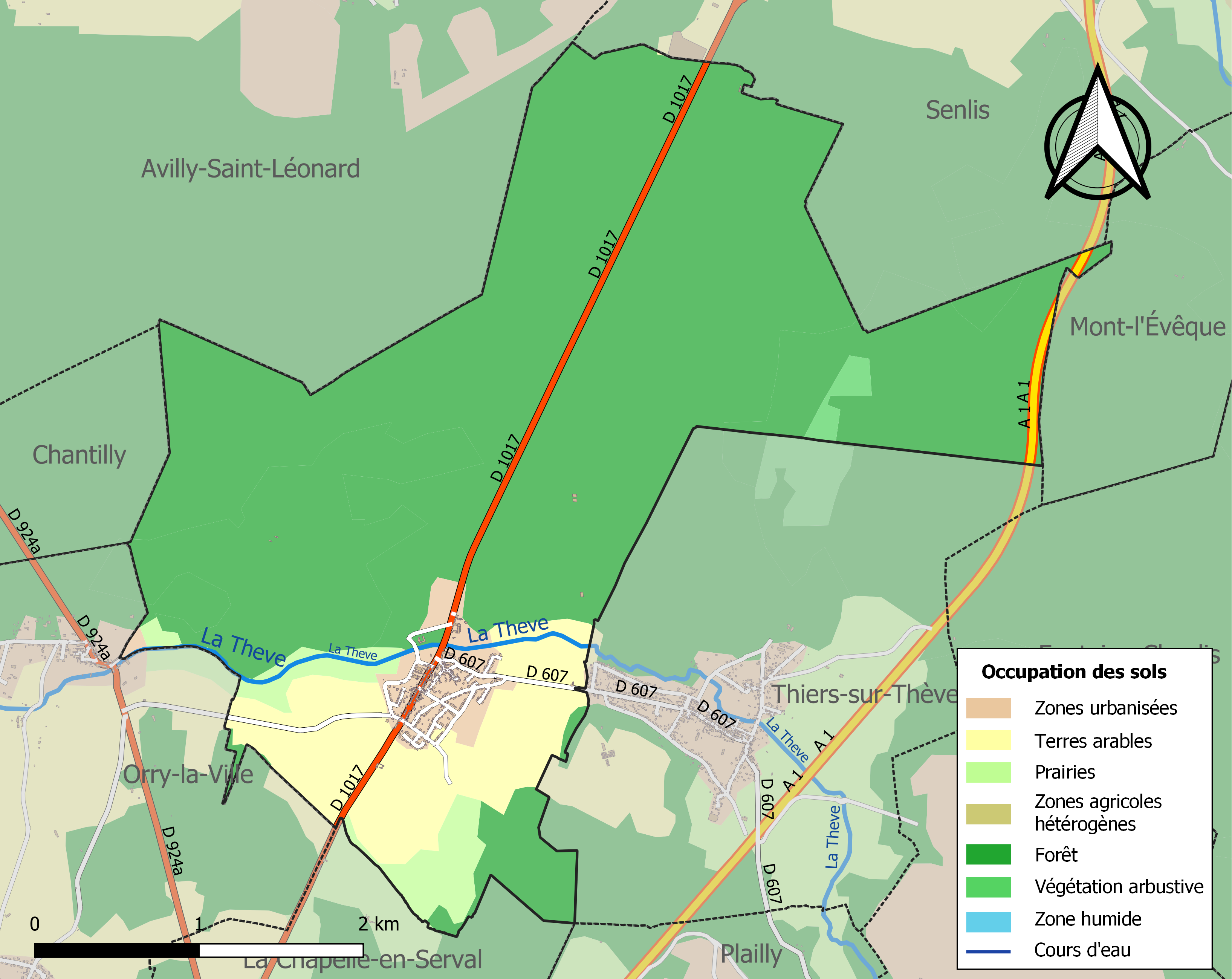
Kaart van de gemeente met belangrijkste infrastructuur, bodemgebruik en omliggende gemeenten

## Demografie
Onderstaande figuur toont het verloop van het inwonertal, bron: INSEE-tellingen. 

## Websites
- (fr)  Statistische informatie op de website van INSEE